# Laurionite
La laurionite est une espèce minérale composée d'hydroxychlorure de plomb de formule PbCl(OH). 

## Historique de la description et appellations

### Inventeur et étymologie
Ce minéral fut décrit par le minéralogiste autrichien Koechlin en 1887. Son nom est tiré de sa localité-type.

### Topotype
Le topotype se trouve dans les anciennes scories de plomb argentifère du Laurion, Attique, Grèce.

## Caractéristiques physico-chimiques

### Critères de détermination
La laurionite forme des cristaux transparents incolores ou blanchâtres, biréfringents, d'éclat amadantin et nacré. Elle laisse un trait blanc.
Son habitus est lamellaire, tabulaire sur {010} et allongé dans la direction [001]. Elle est peu dure (de 3 à 3,5 sur l'échelle de Mohs). Elle possède un clivage distinct sur {010}. Sa cassure est irrégulière.
Elle est légèrement soluble dans l'eau froide, plus soluble dans l'eau tiède et soluble dans l'acide nitrique.

### Cristallochimie
- La laurionite est un dimorphe de la paralaurionite.
- Elle fait partie du groupe de la matlockite.

### Cristallographie
La laurionite cristallise dans le système cristallin orthorhombique, de groupe d'espace Pcmn (Z = 4 unités formulaires par maille conventionnelle).
- Paramètres de maille : {\displaystyle a} = 9,699 Å, {\displaystyle b} = 4,020 Å, {\displaystyle c} = 7,111 Å (volume de la maille V = 277,3 Å3)
- Masse volumique calculée = 6,22 g/cm3

Les cations Pb2+ sont en coordination antiprismatique tétragonale déformée (5+3) de chlore et de groupes hydroxyles : groupes PbCl5(OH)3.

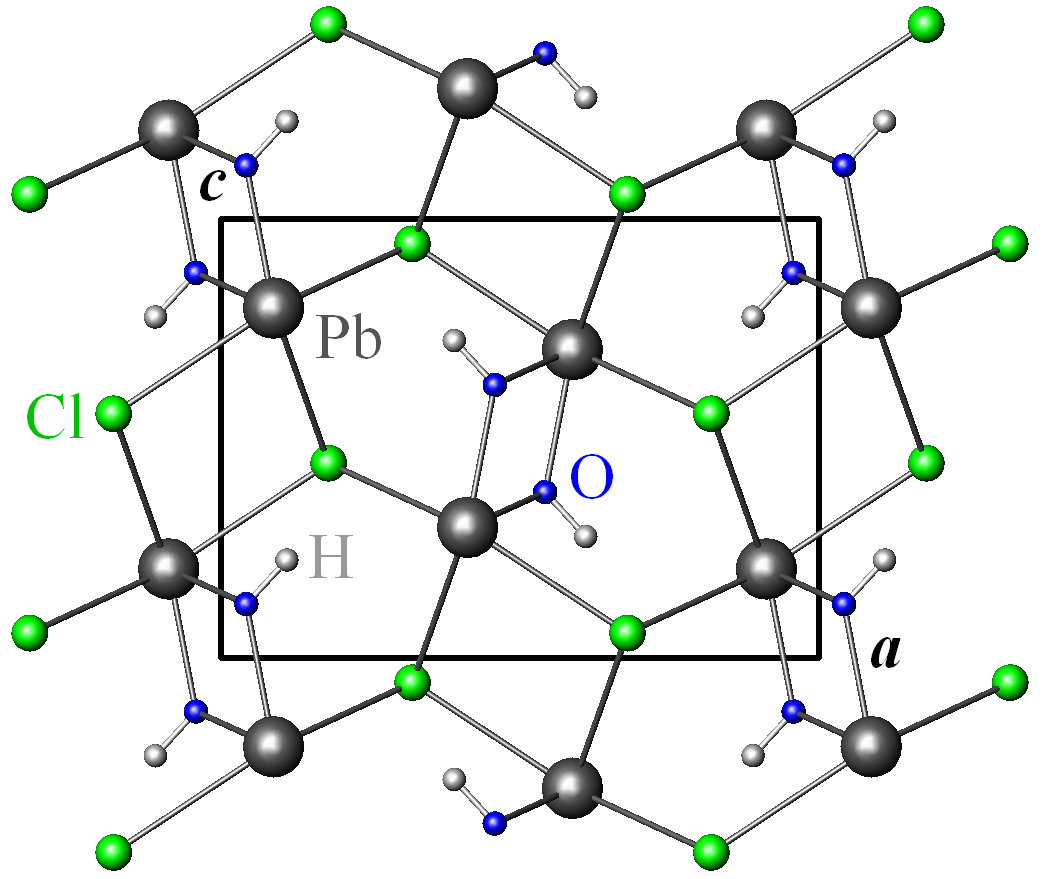
Structure de la laurionite projetée sur le plan (a, c). Gris foncé : Pb, vert : Cl, bleu : O, gris clair : H. Le parallélépipède noir représente la maille conventionnelle.

## Gîtes et gisements

### Gîtologie et minéraux associés
La laurionite est un minéral secondaire provenant de l’activité d’anciennes fonderies, dans ce cas précis il s’agit de l’action de l’eau de mer sur des scories de plomb.
Elle peut être trouvée associée à plusieurs autres minéraux :
- anglésite ;
- cérusite ;
- fiedlérite ;
- héliophyllite ;
- ludlockite ;
- paralaurionite ;
- penfieldite ;
- phosgénite.

### Gisements producteurs de spécimens remarquables
Il existe de nombreuses occurrences de ce minéral dans le monde.
- Canada

Mine Jeffrey, Asbestos, région de l'Estrie, Québec
- France

Haldes de Menez-Plom, Carnoët, Callac, Côtes-d'Armor. Ancienne mine de plomb et d'argent
La Fonderie, Poullaouen, Finistère
Mine Le Crozet, La Pacaudière, Loire, Rhône-Alpes
- Grèce

Le district minier antique du Laurion (topotype) compte près de dix occurrences : Agios Nikolaos, le port, Oxygon, Panormos, Passa Limani, Sounion, la baie de Thorikos, Tourkolimanon et Vrissaki.
- Royaume-Uni

Eaglebrook Mine, Nant-y-Moch Reservoir area, Talybont, Ceulanymaesmawr, Ceredigion, Pays de Galles

## Utilisation
Les textes de médecins grecs (comme Dioscoride) et romains (Pline l’Ancien) mentionnent que les premiers « chimistes » de l'Égypte antique savaient déjà synthétiser en brassant dans de l'eau tiède de la litharge et du chlorure de sodium). En soutirant l'eau et donc la soude, ils pratiquaient un déplacement d'équilibre favorisant la laurionite qui précipitait au fond du bassin de brassage.
Synthèse de la laurionite : PbO    +    NaCl +   H2O    →   Pb(OH)Cl +   NaOH
litharge       sel          eau          laurionite      soude
La laurionite était utilisée comme fard à paupière, servant notamment de collyre.